# ベトナム系ドイツ人
ベトナム系ドイツ人（ベトナムけいドイツじん、ベトナム語: Việt kiều Đức）は、ドイツに在住するベトナム国籍、及びベトナム系の人々である。2024年にはおよそ207,000人のベトナム人がドイツに在住し、ドイツ最大の東南アジア
人コミュニティである。

## 歴史

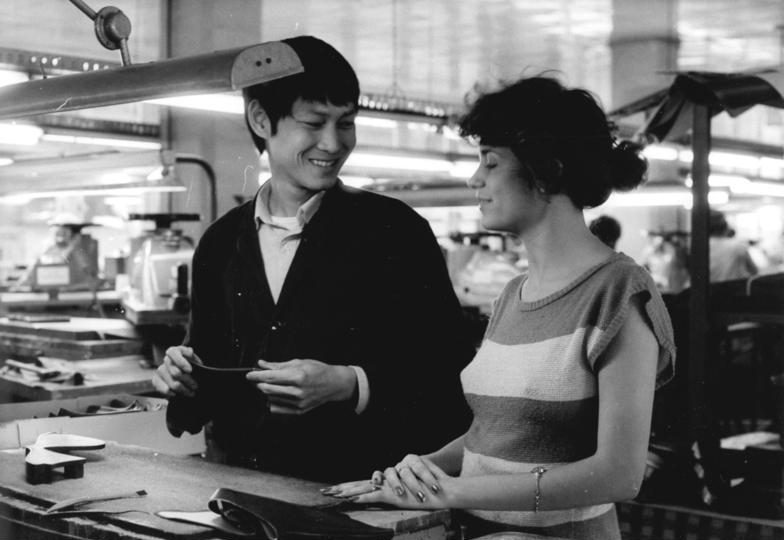
エアフルトで働いているベトナム人労働者

1970年代、当時の東ドイツに多くの北ベトナムからの契約労働者が来て、数年に在住する予定だったが多くのベトナム人は経済がベトナムより好調だったため、東ドイツに残った。当時、同国は社会主義だったため、東ドイツは多くの社会主義国からの労働者を受け入れた。同じ時代、西ドイツには南ベトナムから、ベトナム戦争の原因で多くの難民が船で来た。東ドイツで多くのベトナム人は法務な仕事が無かった為、海外からタバコを密輸するなど違法な仕事をしてたベトナム人の数も多かった。1990年代ドイツ再統一後、旧東ドイツでベトナム人に対しての差別が増え、多くのベトナム人は旧西ドイツに移動した。現代にはおよそ20万人のベトナム人がドイツに住み、およそ2万が首都ベルリンに住む。ベルリンに住むベトナム人は、ほぼ東ベルリンだった地区に住む。他の都市では、旧東ドイツだったライプツィヒ、エアフルト、ロストック、ドレスデンに多くのベトナム人が住み、旧西ドイツの都市でもミュンヘン、ハノーファー、フランクフルト・アム・マイン、ハンブルクにも大きいベトナム人コミュニティがある。ドイツの多くの日本食レストランはベトナム人が所有者であり、フォーなども選択できる。多くのドイツ系ベトナム人はドイツ生まれであり、二重国籍を持っている。ベルリンにベトナム人が結成した「ドン・スアン・センター」があり、そこに衣料品店、理髪師、レストランが存在する。ドン・スアン・センターはライプツィヒにも存在する。ドイツのベトナム人コミュニティはヨーロッパでフランスに続いて第2最大コミュニティであり、他のヨーロッパ国々では当時社会主義だったポーランド、チェコ、スロバキアにも多くのベトナム人が住む。ドイツに住むベトナム人は仏教人が多く、ドイツ内に12個の仏教塔が存在する。ドイツには少数のキリスト教ベトナム人も存在する。現代にも同国は良い関係があり、主に東ドイツはベトナムと多く協力している。2021年からライプツィヒとホーチミン市が姉妹都市であり、ベルリンでは2つの旧東ベルリン地区が2つのハノイ地区と姉妹関係がある。ドイツに来るベトナム人留学生の数も意外と多い。

## 統計
ベトナム人が多い都市
| 順位 | 都市         | 人数   |
| ---- | ------------ | ------ |
| 1    | ベルリン     | 23,600 |
| 2    | ミュンヘン   | 6,350  |
| 3    | ライプツィヒ | 3,740  |
| 4    | ハンブルク   | 2,900  |
| 5    | ハノーファー | 2,350  |
| 6    | ドレスデン   | 2,125  |